# 长果姜属
长果姜属（学名：Siliquamomum）是姜科下的一个属，为多年生草本植物。该属仅有长果姜（Siliquamomum tonkinense）一种，分布于越南及中国云南。

## 物种
本属包括以下物种：
- Siliquamomum alcicorne Škorničk. & H.Ð.Trần[2]
- Siliquamomum oreodoxa N.S.Lý
- Siliquamomum phamhoangii Luu & H.Ð.Trn
- 长果姜 Siliquamomum tonkinense Baill.